# Marian Surma
Marian Surma (ur. 8 października 1929, zm. 13 lutego 2018 w Poznaniu) – polski naukowiec, fizyk, profesor zwyczajny Wydziału Fizyki Uniwersytetu im. Adama Mickiewicza w Poznaniu, specjalista w zakresie fizyki ciała stałego, nadprzewodnictwa, zjawisk magneto i elektrooptycznych, struktury elektronowej metali. Opracował i opatentował metodę pomiaru magneto-optycznego markera choroby nowotworowej (raka prostaty).

## Życiorys
Urodził się 8 października 1929 roku.
W 1954 roku ukończył studia magisterskie w Instytucie Fizyki Uniwersytetu Jagiellońskiego. Doktorat uzyskał w 1961, a habilitował się w 1969 roku. Tytuł profesora z zakresu nauk fizycznych otrzymał 20 października 1977, a w 1991 został profesorem zwyczajnym.
Był jednym z uczniów prof. Arkadiusza Piekary. Dzięki inicjatywie Arkadiusza Piekary, Mariana Surmy, Jerzego Małeckiego i Joanny Gibalewicz zbudowano aparaturę, która powalała otrzymywać impulsowe pola magnetyczne o rekordowych jak na rok 1957 wartościach kilkuset tysięcy erstedów (36T), w których badane są magnetooptyczne zjawiska w ciekłych dielektrykach.
W latach siedemdziesiątych pod kierownictwem doc. dr. hab. Mariana Surmy Zespół Badań Własności Elektrycznych Metali i Półmetali w Silnym Polu Magnetycznym prowadził badania, przy ścisłej współpracy z Instytutem Niskich Temperatur i Badań Strukturalnych PAN, nad własnościami elektrycznymi metali i półmetali w silnym polu magnetycznym, które dotyczyły stanów przewodnictwa elektrycznego związków międzymetalicznych.
Prowadził badania eksperymentalne nad rezonansem cyklotronowym, które zapoczątkował jeszcze w czasie swojego pobytu w National High Magnetic Field Laboratory w USA, w 1963 roku. W grudniu 1964 roku przebywał z tygodniową wizytą w École Normale Supérieure w Paryżu, gdzie wygłosił referat naukowy. W latach 1964–1965 odbywał staże zagraniczne w Massachusetts Institute of Technology, National High Magnetic Field Laboratory, Cambridge oraz w Technical University of Denmark, Physics Laboratory w 1975 . Badał nieliniowe zjawiska optyczne wymuszone działaniem zewnętrznych pól elektrycznych i magnetycznych, a także oddziaływań międzycząsteczkowych w roztworach cieczy molekularnych.
Wspólnie z dr hab. Anną Mikusińską-Planner był pionierem w dziedzinie rentgenostrukturalnych badań surowicy krwi pacjentów z chorobami nowotworowymi, które stały się nowym obszarem fizyki medycznej.
Od 1954 roku do śmierci pracował w Instytucie Fizyki Uniwersytetu im. Adama Mickiewicza w Poznaniu, a w latach 1984–1991 w Zakładzie Fizyki Ciała Stałego Politechniki Koszalińskiej.
Był przez wiele lat dyrektorem Instytutu Fizyki UAM oraz twórcą i wieloletnim Kierownikiem Zakładu Optyki i Laboratorium Wysokich Pól Magnetycznych Wydziału Fizyki Uniwersytetu im. Adama Mickiewicza w Poznaniu.
Od 1976 roku sprawował funkcję przewodniczącego Rady Zakładowej Związku Nauczycielstwa Polskiego.
Członek Polskiego Towarzystwa Fizycznego, Polskiego Komitetu Normalizacyjnego, Condensed Matter Division of the European Physical Society (1985–1992) i Polskiego Towarzystwa Badań Radiacyjnych, Polskiej Akademii Nauk.
Zmarł 13 lutego 2018. Został pochowany 16 lutego 2018 roku na cmentarzu parafialnym św. Stanisława Kostki w Poznaniu.

## Życie prywatne
Żonaty. Miał córkę Alicję i syna Karola.

## Odznaczenia i nagrody
- Laureat Nagrody Ministra Edukacji Narodowej (kilkakrotnie)
- 1954: Nagroda Polskiego Towarzystwa Fizycznego
- 1960: Nagroda Polskiego Towarzystwa Badań Radiacyjnych
- 1975: Nagroda European Physical Society, Geneva

## Patent
Opracował i opatentował metodę pomiaru magneto-optycznego markera choroby nowotworowej (raka prostaty) – Patent: PL 192250 B1 WUP 09/06 29.09.2006.Sposób oceny stanu zaawansowania choroby nowotworowej.

## Wybrane książki i publikacje
- Struktura elektronowa i własności fizyczne ciał stałych i cieczy. 2 pr. zbior. pod red. Mariana Surmy. Poznań: Wydawnictwo Naukowe UAM, 1979, seria: Seria Fizyka / Uniwersytet im. Adama Mickiewicza w Poznaniu; nr 37. Brak numerów stron w książce
- Molecular Complexes in Dilute Liquid Binary Solutions. „Physics and Chemistry of Liquids”. 27, 1994.brak numeru strony
- Marian Surma. Magnetooptical characterization of human blood serum: correlation between neoplasmic changes and thir biomolecular information carriers. „Physics and Chemistry of Liquids”. 45, 2006.brak numeru strony